# Close to the Edge
 (décembre 2020).
Si vous disposez d'ouvrages ou d'articles de référence ou si vous connaissez des sites web de qualité traitant du thème abordé ici, merci de compléter l'article en donnant les références utiles à sa vérifiabilité et en les liant à la section « Notes et références ».
Albums de Yes
Fragile
(1971) Yessongs
(1973)
Singles
1. And You and I (Part I) / And You and I (Part II)
Sortie :  Octobre 1972
2. And You and I / Roundabout
Sortie :  Janvier 1974

Close to the Edge est le cinquième album studio du groupe britannique de rock progressif Yes, sorti le 8 septembre 1972. Après le succès de l'album précédent Fragile, Yes commence à élaborer des pièces plus longues et plus structurées, ce qui aboutit à la réalisation de la pièce Close to the Edge d'un durée de plus de 18 minutes, ainsi que deux pièces plus courtes mais à la structure tout de même complexe, And You and I et Siberian Khatru. À la fin de l'enregistrement, le batteur Bill Bruford, insatisfait de la nouvelle direction prise par Yes et fatigué du temps que mettent les musiciens à composer la musique, préfère quitter le groupe pour rejoindre King Crimson : il est alors remplacé par Alan White qui a joué avec John Lennon, George Harrison et Joe Cocker.

## Historique

### Contexte et écriture
En 1972, la formation de Yes est composée du chanteur Jon Anderson, du bassiste Chris Squire, du batteur Bill Bruford, du guitariste Steve Howe et du claviériste Rick Wakeman. En mars 1972, ils terminent leur tournée de six mois au Royaume-Uni et en Amérique du Nord pour soutenir leur album précédent, Fragile (1971). Les 1er et 2 février 1972, pendant l'une des périodes de repos de la tournée, le groupe réserve des heures aux studios d'Advision à Londres pour créer quelques pistes pour un enregistrement de suivi. La tournée terminée, ils prennent une autre pause avant d'entrer aux répétitions à l'école de danse Una Billings à Shepherd's Bush en mai. Bien que certains arrangements soient élaborés et mis sur bande pendant ce temps, aucune des pistes n'est entièrement écrite à ce stade, laissant le groupe concevoir le reste des chansons en studio et apprendre à les jouer par la suite. À plusieurs reprises, les arrangements que Yes a commencé à assembler sont si complexes qu'ils sont oubliés dès le début de la session suivante. Cela amène le groupe à enregistrer chaque répétition pour une éventuelle utilisation future. Bruford a l'idée du titre de l'album pour refléter l'état du groupe à l'époque.

### Enregistrement et tournée
En juin 1972, Yes a élaboré des chansons pour l'album et retourne à Advision pour l'enregistrer. Eddy Offord, qui a travaillé avec le groupe à l'époque de Time and a Word (1970) et a mixé leur son live lors de la tournée Fragile, assume son rôle d'ingénieur du son et de producteur, partageant ses tâches de production avec chaque membre du groupe. Après avoir travaillé sur le son du groupe en tournée, Offord souhaite recréer, en studio, les sensations fortes que le groupe ressentait les soirs de concert où la qualité musicale était la meilleure. Dans ce but, il demande à l'équipe de tournée de construire une grande scène dans le studio d'enregistrement pour que le groupe se produise. Il note que les tambours de Bruford résonnent avec la plate-forme en bois et font sonner le groupe  « plus Live ». Le studio abrite également une structure semblable à une cabine construite avec des planches de bois dans lesquelles Howe joue pour améliorer encore son son. Pendant l'enregistrement, le groupe décide d'utiliser une prise particulière pour une piste, mais se rend compte que l'employé de nettoyage du studio a mis la cassette à la poubelle. Une fouille dans les poubelles à l'extérieur du studio s'ensuit, et la bande manquante est trouvée et insérée dans le master.
Au cours du mois d'enregistrement, le journaliste et biographe de Melody Maker Chris Welch visite le studio pour observer la progression de l'enregistrement. Welch décrit une atmosphère stressante, couplée avec des  « explosions anarchiques » de Bruford, Howe et Wakeman et un désaccord général après chaque mixage partiel. Welch observe un manque de cohésion dans le groupe, Anderson et Howe étant les seuls à savoir quelle direction l'album va prendre, laissant les autres ajouter des éléments « à une sorte de puzzle sonore » auquel Squire et Offord contribuent à concrétiser leur idée. Wakeman et Bruford, pour Welch, restent  « des spectateurs innocents » dans l'affaire. Un jour, Welch arrive au studio pour entendre un aperçu d'un passage qui a pris plusieurs jours de travail 24 heures sur 24 à produire : il entend un bruit sourd, pour découvrir qu'Offord s'est endormi sur le dessus de la console de mixage, d'épuisement, « laissant la musique de la platine à bande tournante hurler à un niveau intolérable ».
Bruford trouve Close to the Edge particulièrement difficile à créer et à enregistrer avec le reste du groupe, qualifiant le processus de tortueux et le comparant à « escalader le mont Everest ». Il se sent frustré par la musique joyeuse et diatonique du groupe, préférant pour sa part des compositions plus orientées vers le jazz et l'improvisation. Cela devient un problème avec la façon dont le groupe compose et enregistre, car chaque section d'une piste est lue et discutée section par section. Bruford en dit : « Chaque instrument était soumis à des élections démocratiques, et tout le monde devait mener une campagne électorale sur chaque question. C'était horrible, c'était incroyablement désagréable et un travail incroyablement dur ». Squire devient une source croissante de mécontentement pour Bruford, citant ses retards fréquents pour les répétitions et sa façon de travailler. Bruford s'endort un jour sur un canapé dans la salle de contrôle du studio pendant que Squire « se penche sur quelques boutons sur la table de mixage » pour déterminer l'égalisation à appliquer à ses pistes de basse ; il se  réveille plusieurs heures plus tard, trouvant « Squire au même endroit, considérant toujours la position relative des deux boutons ». Bruford est constamment encouragé par Anderson à écrire, quelque chose dont il se sentira reconnaissant pendant des années plus tard, mais au moment où l'enregistrement est terminé, il sent qu'il a fait de son mieux sur Close to the Edge et ne peut pas offrir de meilleurs arrangements : « Alors j'ai su que j'avais besoin d'une bouffée d'air frais, et j'ai quitté le groupe. » 
Une fois l'enregistrement de l'album terminé, Bruford quitte le groupe le 19 juillet 1972 pour rejoindre King Crimson. Il propose de tourner avec Yes pour le reste de l'année, mais Howe souhaite qu'il parte plus tôt car il n'a plus d'engagement. Steve regrettera plus tard sa décision car il aurait aimé jouer l'album en concert avec Bruford à l'époque. Son remplaçant est Alan White. Bruford ayant joué sur Close to the Edge mais quitté le groupe avant la tournée suivante, il est obligé par la direction de partager les redevances de l'album avec White et prétend que Lane lui impose une indemnité de 10 000 $ pour son départ. Des années plus tard, White acceptera de rendre sa part des redevances à la demande de Bruford. White prend part à une répétition complète avec le groupe avant le début de la tournée le 30 juillet 1972 qui voit le groupe jouer un total de 95 concerts aux États-Unis, au Canada, au Royaume-Uni, au Japon et en Australie. La tournée se termine en avril 1973.
Le groupe entreprend sa plus grande tournée mondiale pour promouvoir l'album. D'une durée du 30 juillet 1972 au 22 avril 1973, et comprenant 95 représentations, la tournée commence à l'Auditorium Memorial de Dallas et se terminée à l'Auditorium de West Palm Beach, en Floride. La tournée est la première d'Alan White avec le groupe. Les enregistrements de la tournée sont inclus sur l'album live du groupe en 1973, Yessongs. La performance filmée a été enregistrée aux spectacles de décembre 1972 au Rainbow Theater à Londres.

## Réception

### Succès critique et commercial
Close to the Edge se classe à la 3e place du Billboard 200 et à la 4e place des charts britanniques, dès septembre 1972
Dans l'édition spéciale Pink Floyd & The Story of Prog Rock de Q et Mojo, l'album arrive 3e dans la liste des « 40 albums de rock cosmiques ». L'album est souvent considéré comme étant un des meilleurs de la discographie du groupe et même du rock progressif dans son ensemble,.
Le magazine Rolling Stone le classe à la cinquième place de son classement des « 50 plus grands albums de rock progressif de tous les temps ».

## Liste des titres
| 1. | Close to the Edge - I - The Solid Time of Change - II - Total Mass Retain - III - I Get Up I Get Down - IV - Seasons of Man | Jon Anderson, Steve Howe | 18:43 |

| 2. | And You and I - I - Cord of Life - II - Eclipse - III - The Preacher the Teacher - IV - Apocalypse | Anderson, Bill Bruford, Howe, Chris Squire | 10:08 |
| 3. | Siberian Khatru                                                                                    | Anderson, Howe, Rick Wakeman               | 8:55  |

| 4. | America (version single)                               | Paul Simon                      | 4:12  |
| 5. | Total Mass Retain (version single)                     | Anderson, Howe                  | 3:21  |
| 6. | And You and I (version alternative) - IV - Apocalypse) | Anderson, Bruford, Howe, Squire | 10:17 |
| 7. | Siberia (répétitions de Siberian Khatru)               | Anderson, Howe, Wakeman         | 9:19  |

## Musiciens
- Jon Anderson : chant
- Steve Howe : guitare acoustique et électrique, guitare pedal-steel, sitar électrique Danelectro, chœurs
- Chris Squire : basse, chœurs
- Rick Wakeman : piano Steinway, piano électrique RMI-368, clavecin, orgue Hammond B-3, Minimoog, mellotron
- Bill Bruford : batterie, percussions

## Production
- Roger Dean : dessins de la pochette
- Eddie Offord : production, ingénieur du son

## Classements et certifications

### Album
Classements
| Pays                          | Durée du classement | Meilleur classement | Date              |
| ----------------------------- | ------------------- | ------------------- | ----------------- |
| Allemagne (GfK Entertainment) | 3 semaines          | 36e                 | 15 novembre 1972  |
| Canada (RPM)                  | 25 semaines         | 7e                  | 18 novembre 1972  |
| États-Unis (Billboard 200)    | 32 semaines         | 3e                  | 2 décembre 1972   |
| Italie (FIMI)                 | 12 semaines         | 14e                 | 20 novembre 1972  |
| Pays-Bas (MegaCharts)         | 11 semaines         | 1er                 | 30 septembre 1972 |
| Royaume-Uni (UK Albums Chart) | 13 semaines         | 4e                  | 24 septembre 1972 |

Certifications
| Pays        | Ventes  | Certification | Date             |
| ----------- | ------- | ------------- | ---------------- |
| Canada      | Platine | 100 000 +     | 1er février 1977 |
| États-Unis  | Platine | 1 000 000 +   | 10 avril 1998    |
| Royaume-Uni | Platine | 300 000 +     | 5 décembre 1984  |

### Single
| Single        | Chart             | Durée du classement | Position | Date             |
| ------------- | ----------------- | ------------------- | -------- | ---------------- |
| And You and I | (Hot 100)         | 7 semaines          | 42e      | 16 décembre 1972 |
| And You and I | (RPM Top Singles) | 5 semaines          | 76e      | 9 décembre 1972  |